# Nervi splancnici toracici
I nervi splancnici toracici sono nervi splancnici che originano dal tronco simpatico nel torace e si dirigono inferiormente per fornire innervazione simpatica all'addome.
Il nervo grande splancnico origina dal tronco simpatico tramite quattro o cinque radici e si dirige verso il basso e verso l'avanti dove si pone fra il pilastro mediale e il pilastro intermedio del diaframma; in tal modo, supera il diaframma e si ritrova nella cavità addominale dove, ponendosi anterolateralmente all'aorta, termina nel plesso celiaco, nel ganglio celiaco destro prendendo parte alla formazione dell'ansa memorabile (o di Wrisberg) e nel plesso surrenale. 
Il nervo piccolo splancnico origina dal segmento toracico del tronco simpatico tramite tre radici che, dopo essersi unite, decorrono accanto al nervo grande splancnico per entrare nella cavità addominale e rilasciare rami che partecipano alla formazione del plesso celiaco e del plesso renale.